# Top (Unix)
top est une commande Unix lançant un "gestionnaire des tâches", ce dernier affiche en temps réel la liste des processus et les ressources qu'ils utilisent. Les informations sont présentées en mode environnement en mode texte.

## Exemple
En appuyant sur TAB + P les processus sont classés par utilisation du processeur décroissante :
```
jackpotte@tools-login:~$
 
top
top
 
-
 
16
:25:41
 
up
 
18
 
days,
 
18
:51,
 
27
 
users,
  
load
 
average:
 
0
.33,
 
0
.62,
 
0
.47
Tasks:
 
338
 
total,
   
1
 
running,
 
332
 
sleeping,
   
5
 
stopped,
   
0
 
zombie
Cpu
(
s
)
:
  
1
.0%us,
  
0
.7%sy,
  
0
.0%ni,
 
97
.9%id,
  
0
.0%wa,
  
0
.0%hi,
  
0
.0%si,
  
0
.3%st
Mem:
   
2051756k
 
total,
  
1638272k
 
used,
   
413484k
 
free,
   
129108k
 
buffers
Swap:
  
2097148k
 
total,
   
428148k
 
used,
  
1669000k
 
free,
   
598568k
 
cached

  
PID
 
USER
      
PR
  
NI
  
VIRT
  
RES
  
SHR
 
S
 
%CPU
 
%MEM
    
TIME+
  
COMMAND

23639
 
ganglia
   
20
   
0
 
79352
 
4448
 
1124
 
S
  
2
.7
  
0
.2
 
194
:17.60
 
gmond

 
8669
 
jackpott
  
20
   
0
 
12188
 
1308
  
824
 
R
  
0
.7
  
0
.1
   
0
:00.28
 
top

 
6137
 
petrb
     
20
   
0
 
58000
 
5044
 
1216
 
S
  
0
.3
  
0
.2
   
0
:35.92
 
mosh-server

 
8441
 
whym
      
20
   
0
 
66160
  
12m
  
996
 
S
  
0
.3
  
0
.6
   
4
:32.70
 
mosh-server

 
8966
 
liangent
  
20
   
0
 
57936
 
4512
  
904
 
S
  
0
.3
  
0
.2
   
9
:56.52
 
mosh-server

15373
 
whym
      
20
   
0
 
66152
  
12m
  
900
 
S
  
0
.3
  
0
.6
   
9
:38.18
 
mosh-server

    
1
 
root
      
20
   
0
 
20228
 
1932
 
1028
 
S
  
0
.0
  
0
.1
   
1
:20.34
 
init

    
2
 
root
      
20
   
0
     
0
    
0
    
0
 
S
  
0
.0
  
0
.0
   
0
:00.66
 
kthreadd

    
3
 
root
      
20
   
0
     
0
    
0
    
0
 
S
  
0
.0
  
0
.0
   
4
:46.56
 
ksoftirqd/0

    
5
 
root
      
20
   
0
     
0
    
0
    
0
 
S
  
0
.0
  
0
.0
   
0
:00.10
 
kworker/u:0

    
6
 
root
      
RT
   
0
     
0
    
0
    
0
 
S
  
0
.0
  
0
.0
   
0
:00.00
 
migration/0

    
7
 
root
      
RT
   
0
     
0
    
0
    
0
 
S
  
0
.0
  
0
.0
   
0
:08.78
 
watchdog/0

    
8
 
root
       
0
 
-20
     
0
    
0
    
0
 
S
  
0
.0
  
0
.0
   
0
:00.00
 
cpuset

    
9
 
root
       
0
 
-20
     
0
    
0
    
0
 
S
  
0
.0
  
0
.0
   
0
:00.00
 
khelper

   
10
 
root
      
20
   
0
     
0
    
0
    
0
 
S
  
0
.0
  
0
.0
   
0
:00.00
 
kdevtmpfs
...

```